# Callicebus donacophilus
El tití de orejas blancas o huicoco de Bolivia (Callicebus donacophilus) es una especie de primate platirrino de la familia de los pitécidos.

## Distribución

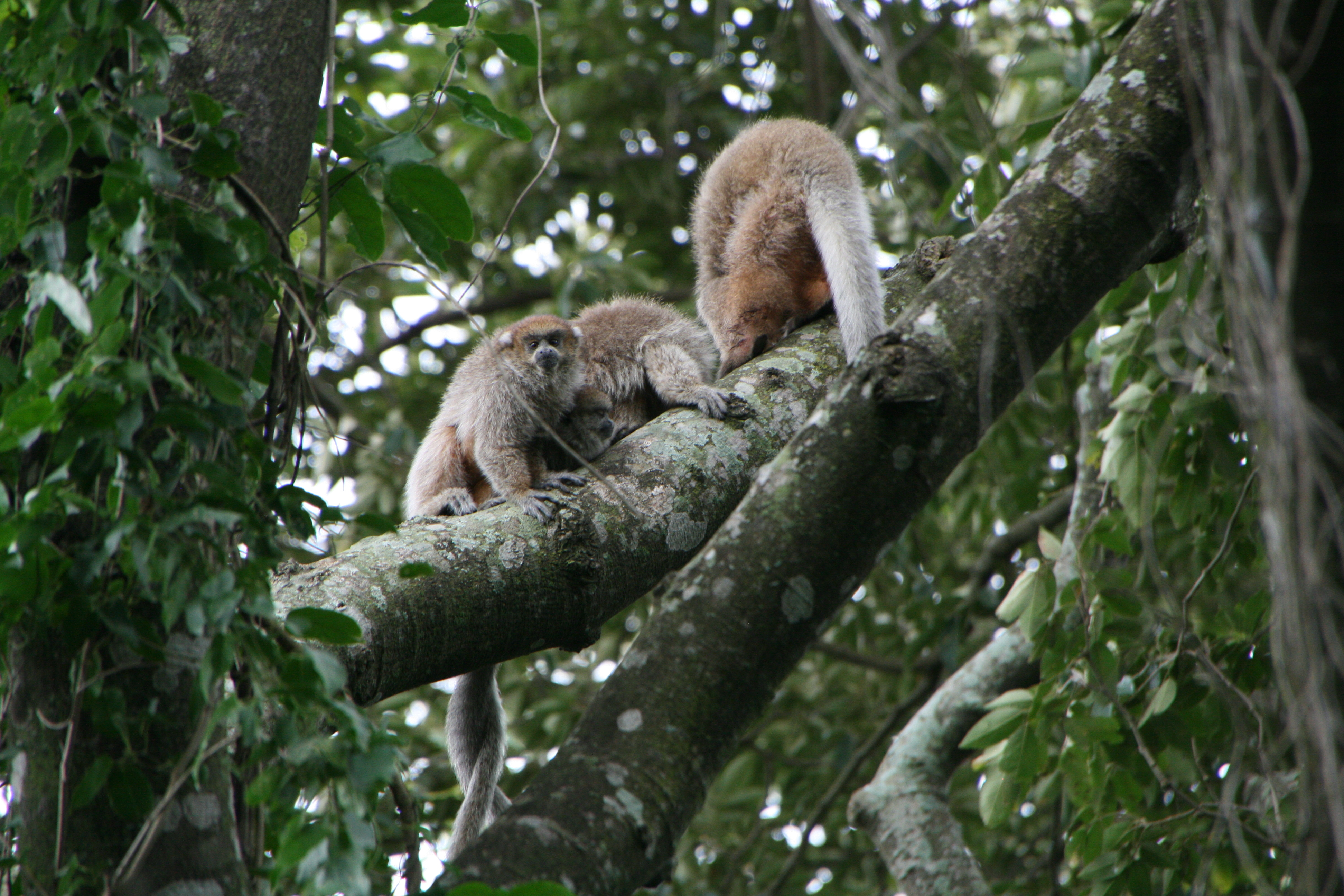
Grupo de titís bolivianos de orejas blancas a las afueras de la ciudad de Santa Cruz de la Sierra.

Habita en los bosques tropicales de la cuenca del río Maniqui, Beni; en áreas del departamento de Santa Cruz al oriente de Bolivia y en Brasil, al sur del estado de Rondonia.

## Descripción
El pelambre es gris espalda y anaranjado en la parte inferior. Presenta mechones blancos en las orejas, los cuales permiten distinguirlo a simple vista. La longitud del cuerpo con la cabeza en el macho alcanza 31,1 cm y en la hembra 34 cm. Pesa entre 800 y 1200 g. Puede vivir por más de 25 años.

## Comportamiento

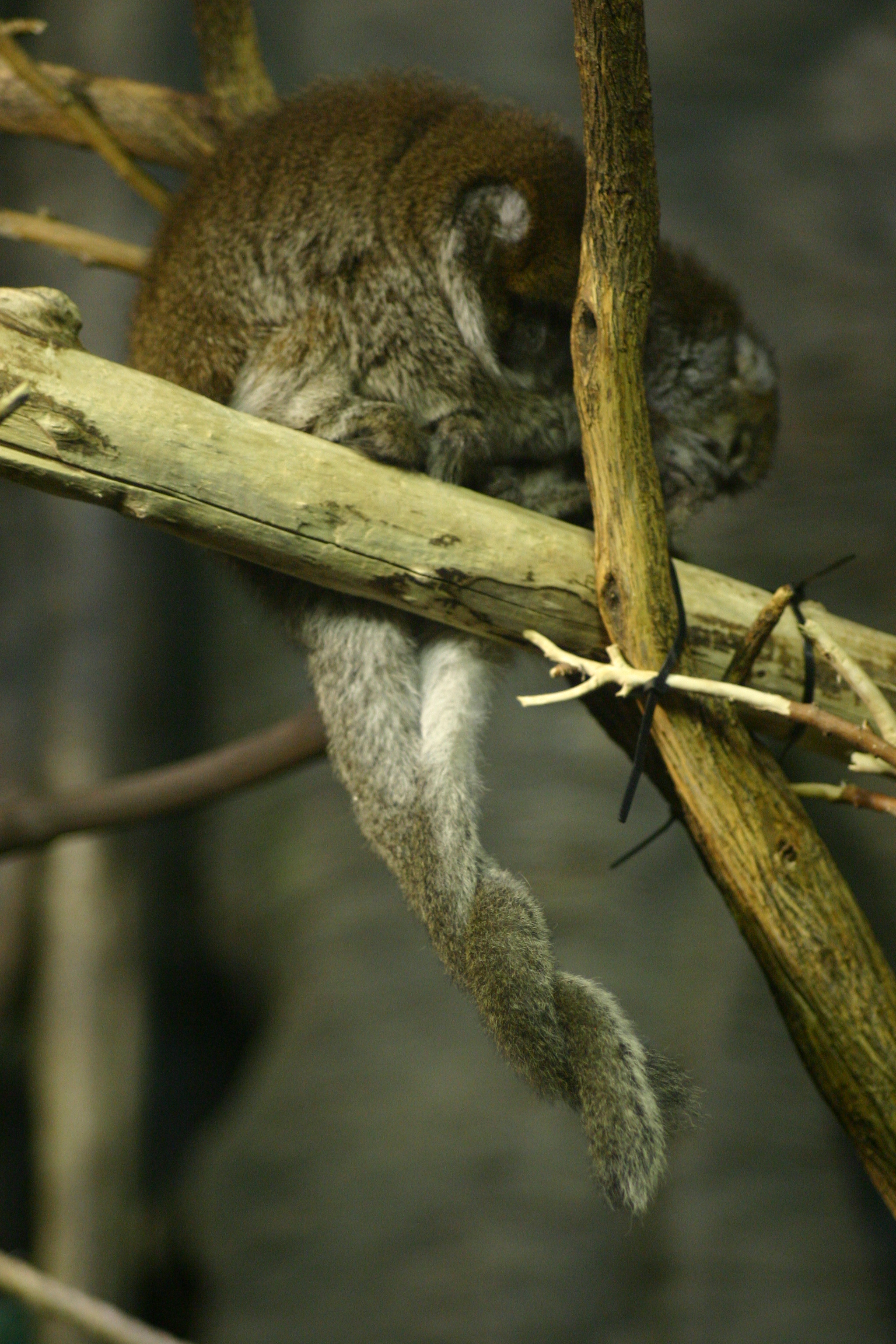
Pareja de tití de Bolivia «arrunchados» con las colas entrelazadas.

Es una especie diurna, crípsica y arbórea, que pasa la mayor parte de su tiempo en los niveles inferiores del bosque. Prefiere las ramas que tienen menos de 5 cm (de diámetro y su cola nunca toca aquella sobre la cual se sostiene. A menudo salta pequeñas distancias entre los árboles debido a la naturaleza discontinua de los niveles inferiores; estos saltos alcanzan hasta la longitud de su cuerpo. También permanece en la canopea, pero rara vez camina en tierra. Cuando avanza por el suelo, frecuentemente utiliza un "movimiento de límite" en el que salta más de 1 metro. Durante su movimiento normal a través de su medio ambiente, además de caminar, trepar y saltar, también sata para encaramarse.
Monógamo, vive en pequeños grupos de dos a siete individuos que consisten en una pareja y sus crías de diferentes edades. Cada grupo tiene un territorio de 1,5 hectáreas y usa un complejo repertorio de comunicación vocal para mantenerlo. Han sido observados algunos grupos de machos solteros.

### La pareja
Existe un fuerte vínculo entre la pareja; macho y hembra se permanecen cerca y realizan actividades juntos. Macho y hembra se acicalan uno a otro a menudo y la pareja descansa arrunchada agarrándose las manos y con las colas entrelazadas en forma característica. Se les ha visto captar pie, unir sus labios en un golpecillo, tocarse con la boca, pellizqcarse suavemente uno al otro. Cuando se enfrentan con extraños responden juntos. Cuando se separan, ambos demuestran mucha angustia y agitación. 

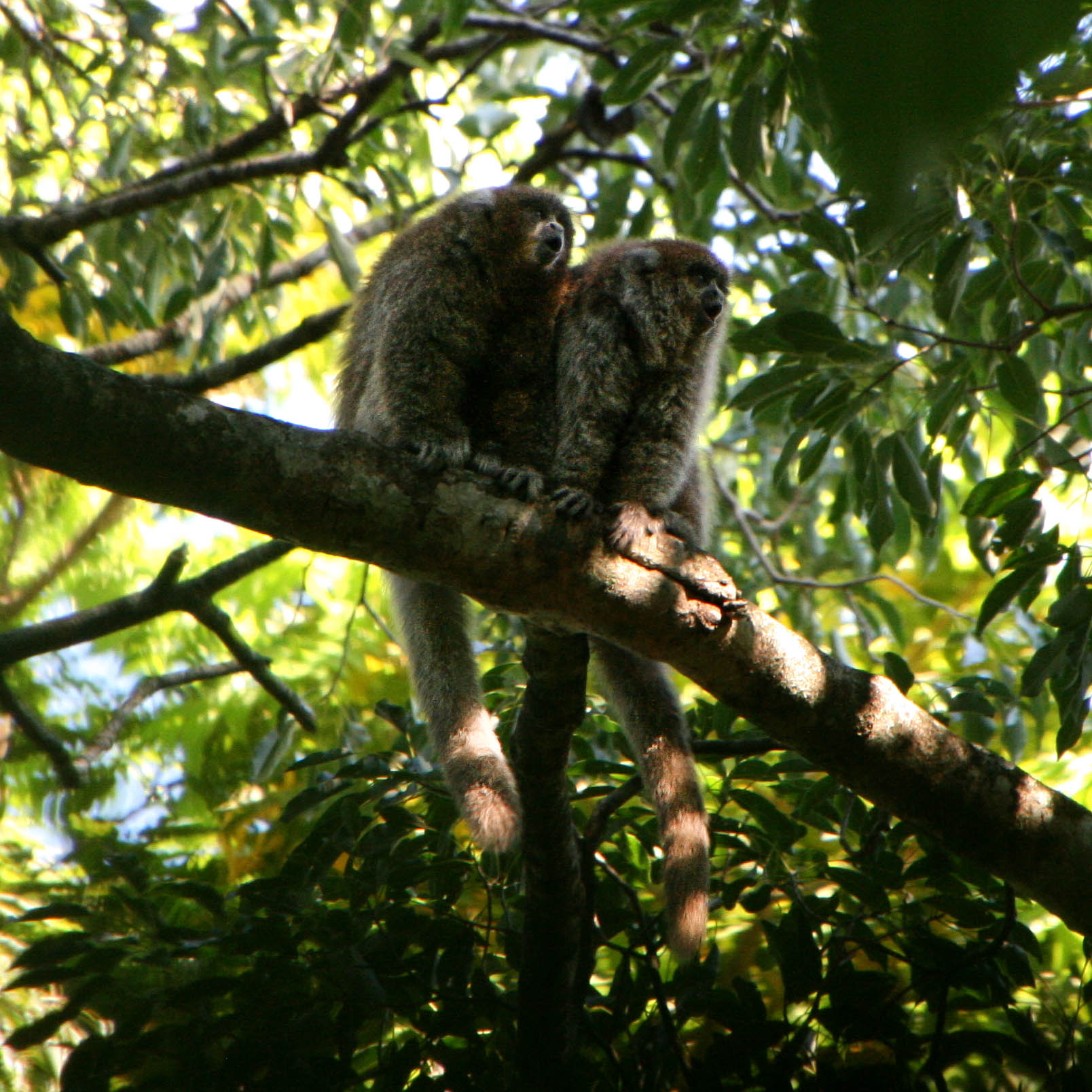
Pareja de titi de Bolivia Comunicándose al noroeste del Departamento de Santa Cruz.

### Alimentación
Tiene una dieta omnívora, que se compone principalmente de pulpa de frutas, hojas, insectos y semillas.

## Taxonomía
La posición de la especie dentro del género Callicebus es debatida, ya que varias especies, que ahora se consideran parte del clado donacophilus, fueron anteriormente consideradas como subespecies de C. donacophilus pero actualmente se considera que son especies diferentes, sobre la base de análisis filogenéticos.